# گوواشو
گوواشو (به لاتین: Gołaszew) یک روستا در لهستان است که در گمینا اوژاروف مازوویتسکی واقع شده‌است. گوواشو ۱۲۰ نفر جمعیت دارد.